# موسم میلاد
موسم میلاد (انگلیسی: Christmastide)، یک دوره جشن در مسیحیت غربی است که از شب کریسمس (۲۴ دسامبر) آغاز می‌شود و تا روز عید تعمید مسیح (۵ ژانویه) ادامه دارد. این دوره در برخی سنت‌ها تا جشن تجلی مسیح (۶ ژانویه) یا حتی تا جشن تصفیه مریم مقدس (۲ فوریه) که به عنوان جشن شمع نیز شناخته می‌شود، ادامه می‌یابد.
موسم میلاد زمانی برای جشن گرفتن تولد عیسی مسیح و همچنین تأمل در اهمیت تجسم او (ظهور او به شکل انسانی) است. این دوره با مراسم و آداب و رسوم مختلفی مانند خواندن سرودهای کریسمس، شرکت در مراسم کلیسا، تبادل هدایا و گذراندن وقت با خانواده و دوستان همراه است.
در برخی کشورها، موسم میلاد با سنت‌های محلی خاصی نیز همراه است. به عنوان مثال، در انگلستان، این دوره با پختن کیک‌های مخصوص، آواز خواندن سرودهای کریسمس در خیابان‌ها و اجرای نمایش‌های محلی مرتبط با کریسمس جشن گرفته می‌شود.
موسم میلاد یک دوره مهم در تقویم مسیحی است و به عنوان زمانی برای شادی، جشن و تأمل در معنای کریسمس در نظر گرفته می‌شود.